# Paul Dornseiffer
Peter Paul (Paul) Dornseiffer (Luxemburg-Stad, 1 november 1902 – aldaar, 8 oktober 1978) was een Luxemburgs architect.

## Leven en werk
Paul Dornseiffer was een zoon van bouwinspecteur Peter (Pierre) Dornseiffer en Joséphine Keller. Hij werd opgeleid aan de Industrieschool in Luxemburg en studeerde aan de Koninklijke Academie voor Schone Kunsten van Brussel. In 1924 behaalde hij zijn diploma als architect. Hij trouwde in 1935 met Catherine (Ketty) Krier. Uit het huwelijk werden drie zoons geboren, onder wie de kunstenaar Roger Dornseiffer.
Dornseiffer werkte als zelfstandig architect. Met onder anderen Victor Engels, Michel Heintz sr., Sosthène Weis en Paul Wigreux behoorde hij in 1940 tot de oprichters van de Société des Architectes diplômés Luxembourg, waarvan hij ook bestuurslid werd.
Paul Dornseiffer overleed op 76-jarige leeftijd, binnen een jaar gevolgd door zijn vrouw.

## Enkele werken
- 1956-1957 Hôtel Résidence in Larochette
- 1959 brandweerkazerne in Wellenstein.[5]
- 1962-1963 nieuwe begraafplaats 'auf Maes' in Wellenstein.
- Nieuw gebouw voor de Henri Funck-brouwerij in Neudorf.
- Lagere school in Wellenstein.
- Pastorie in Schwebsange.

## Onderscheidingen
- 1922 1e prijs in architectuur en ornamentiek aan de Brusselse Academie